# Montesquieu-Guittaut
Montesquieu-Guittaut (em occitano:  Montesquiu de Guitaud) é uma comuna francesa na região administrativa da Occitânia, no departamento do Alto Garona. Estende-se por uma área de 10.06 km², com 178 habitantes, segundo o censo de 2018, com uma densidade de 18 hab/km².